# Classic Praha
Classic Praha je soukromá rozhlasová stanice, která vysílá od roku 1994 z Prahy. Svým signálem pokrývá území hlavního města a okolí. Vysílá na frekvenci 98,7 FM prostřednictvím vysílače z budovy City Empiria v Praze – Pankráci (265 m).
Je metropolitním rádiem; zaměřuje se především na vysílání klasické hudby, součástí vysílání je i hudba filmová a jazz, rovněž tak aktuální informace z kulturního dění. Od února 2019 je jejím 100% vlastníkem Seznam.cz, který zároveň vlastní i další soukromou rozhlasovou stanici Expres FM. Obě stanice sídlí na Smíchově v Radlické ulici.
Původně se stanice jmenovala Classic FM a profilovala se jako stanice vysílající klasickou hudbu, muzikál, jazz a swing. Nedílnou součástí vysílání byly i pravidelné pořady z oblasti klasické hudby, ale i na různá zdravotnická a sociálně-zdravotní témata.
V létě 2004 odkoupilo stanici pražské vydavatelství Mafra vlastněné společností Rheinisch-Bergische Verlagsgesellschaft z Düsseldorfu. Zachovalo původní název, programovou náplň i vysílací schéma a do jejího čela dosadilo Ondřeje Sychrovského. Stanice začala ve větší míře využívat zpravodajství deníku MF Dnes a webového portálu iDnes.cz.
K další změně majitele došlo poté, co vydavatelství Mafra koupil v roce 2013 podnikatel Andrej Babiš. O stanici (stejně jako o „sesterské“ rádio Expres FM – dříve  Expres radio) neměl zájem, a proto ji německý vlastník odprodal zakladateli společnosti Fincentrum Petru Stuchlíkovi. Majitelem společnosti držící licenci k vysílání Classic Praha se stala společnost Voice of Prague (dříve Kesmar Service), kterou zastupoval bývalý redaktor MF Dnes a iDnes.cz, majitel agentury Relative PR David Šimoník. Za jeho působení se stanice přejmenovala z Classic FM na Classic Praha.
V červnu 2018 koupil 67 procent v rádiích Classic Praha a Expres FM mediální holding Seznam.cz, který tak do rádií vstoupil jako majoritní vlastník, 33 % si nadále ponechali původní majitelé stanic David Šimoník a Petr Stuchlík.  Součástí změn byla integrace kvalitního a objektivního zpravodajství do stávajícího programového schématu. V souvislosti s tím byla pro obě rádia vybudována vlastní zpravodajská redakce.
7.2.2019 se Seznam.cz stal 100% vlastníkem rádií Classic Praha a Expres FM. V únoru 2020 pak došlo také ke stěhování obou rádií na současnou adresu do sídla společnosti Seznam.cz v Praze 5, Radlická 3294/10.
V současné době stanice vysílá v souladu se svým hlavním prohlášením „Hrajeme nejposlouchanější skladby za posledních 500 let" širokou škálu skladeb od období baroka, přes klasicismus, romantismus až po hudbu 20. a 21. století, včetně hudby filmové. Součástí programu jsou kromě pravidelných zpravodajských vstupů i tzv. speciály – pravidelné pořady, věnované hudbě a osobnostem ze světa kultury.
V současné době je manažerem rozvoje rádií Pierre Beneš, programovou ředitelkou Classic Praha Martina Klausová, dlouholetého hudebního ředitele Marka Šulce vystřídal na této pozici od září 2022 dosavadní moderátor Ondřej Fischer. Vedle něj tvoří moderátorský tým Ivan Dlask, Filip Sychra, Stanislav Předota, Dita Hradecká a Mirka Časarová. Přímý kontakt do studia je na telefonním čísle 739 987 987.